# سمفونی شماره ۷ (شوستاکوویچ)

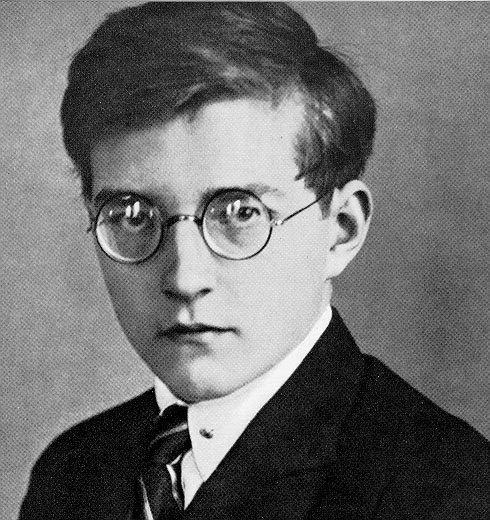
دمیتری شوستاکوویچ

سمفونی شماره ۷ در دو ماژور، اپوس ۶۰ (به نام لنینگراد) اثر دمیتری شوستاکوویچ است که بین سال‌های ۱۹۳۹ و ۱۹۴۰ نوشته شده‌است. این اثر در ابتدا به زندگی و اعمال ولادیمیر لنین تقدیم شده بود اما
شوستاکوویچ در دسامبر ۱۹۴۱ و هنگام اتمام کار تصمیم گرفت آن را به شهر لنینگراد تقدیم کند. این اثر همچنان یکی از شناخته‌شده‌ترین آثار شوستاکوویچ است.
این اثر به سرعت هم در شوروی و هم در غرب به عنوان نمادی از مقاوت در برابر تمامیت‌خواهی و نظامی‌گری نازی‌ها مورد پسند عموم قرار گرفت. از این اثر همچنان به عنوان گواه و شهادت بزرگ موسیقایی حدود ۲۵ میلیون از شهروندان شوروی که جانشان را در جنگ جهانی دوم از دست دادند، یاد می‌شود.

## دربارهٔ سمفونی
زمان تصنیف این سمفونی مربوط به دوره‌ایست که وی در هنگام محاصره لنینگراد در جنگ جهانی دوم در این شهر در قسمت دفاع ضدهوایی ارتش شوروی خدمت می‌کرد. میکروفیلم دستنوشته سمفونی هفتم از راه تهران و با دشواری به آمریکا رسید. آرتورو توسکانینی رهبر نامی ارکستر اثر را در نیویورک اجرا کرد. با این اجرا مقاومت لنینگراد و نوید شکست ارتش نازی به گوش میلیون‌ها انسانی رسید که در آرزوی پایان جنگ بودند.
پس از مدتی سمفونی لنینگراد با اجرا در لندن و نیویورک در سراسر دنیا معروف شد و به نام بزرگ‌ترین آهنگ زمان جنگ شناخته شد و واقعاً هم تا پایان جنگ، هیچ آهنگی اهمیت و موفقیت سمفونی ۷ شوستاکوویچ را نیافت. شوستاکوویچ هم نشان استالین گرفت و تصویرش به عنوان چهره‌ای تأثیرگذار به روی جلد مجله تایم رفت.